# Топала
Топала (рум. Topala) — село в Молдові в Чимішлійському районі. Утворює окрему комуну.